# ジャネール・モネイ
ジャネール・モネイ（Janelle Monáe, 1985年12月1日 - ）は、アメリカ合衆国の歌手、作曲家、音楽プロデューサー、俳優、モデル。デビュー作から一貫してシンディーというオルターエゴに基づくコンセプトアルバムを発表して高い評価を受けるとともに、俳優としても活動している。

## 前半生
モネイはカンザス州 カンザス・シティでビルの清掃をする母親と、トラックドライバーの父親の間に生まれた。小さいころから歌手、パフォーマーになることを夢見ていたという。最初期の音楽的な影響として『オズの魔法使い』の主人公ドロシー・ゲイルを挙げている。
成長してからは、演劇を学ぶためにニューヨーク・シティに移住し、American Musical and Dramatic Academyに通う。
2001年にジョージア州 アトランタに移住。そこでモネイはアウトキャストのビッグ・ボーイと出会う。また、このころに志を同じくする若いアーティスト仲間と共にワンダーランド・アーツ・ソサイエティー(Wondaland Arts Society)を設立。2003年には自身にとっての最初のコンパクト盤となる『The Audition』を発表。商業的には成功しなかったが（全部で400枚しかプレスされなかったという）、後年に自身のアルバムで現れる「メトロポリス」というアイディアの原型が既に現れていた。
モネイはアウトキャストの2006年のアルバム『Idlewild』に収録された「Call the Law」と「In Your Dreams」に参加。同年、ビッグ・ボーイが友人であるショーン・コムズにモネイを紹介。当時コムズはモネイの事を知らなかったが、ホームページを訪れてモネイの楽曲や映像を確認して気に入ったコムズは、自身の主催するバッド・ボーイ・レコードとの契約をオファーし、モネイはこれにサインした。

## 活動歴

### 2007–11: デビューとアルバム『The ArchAndroid』

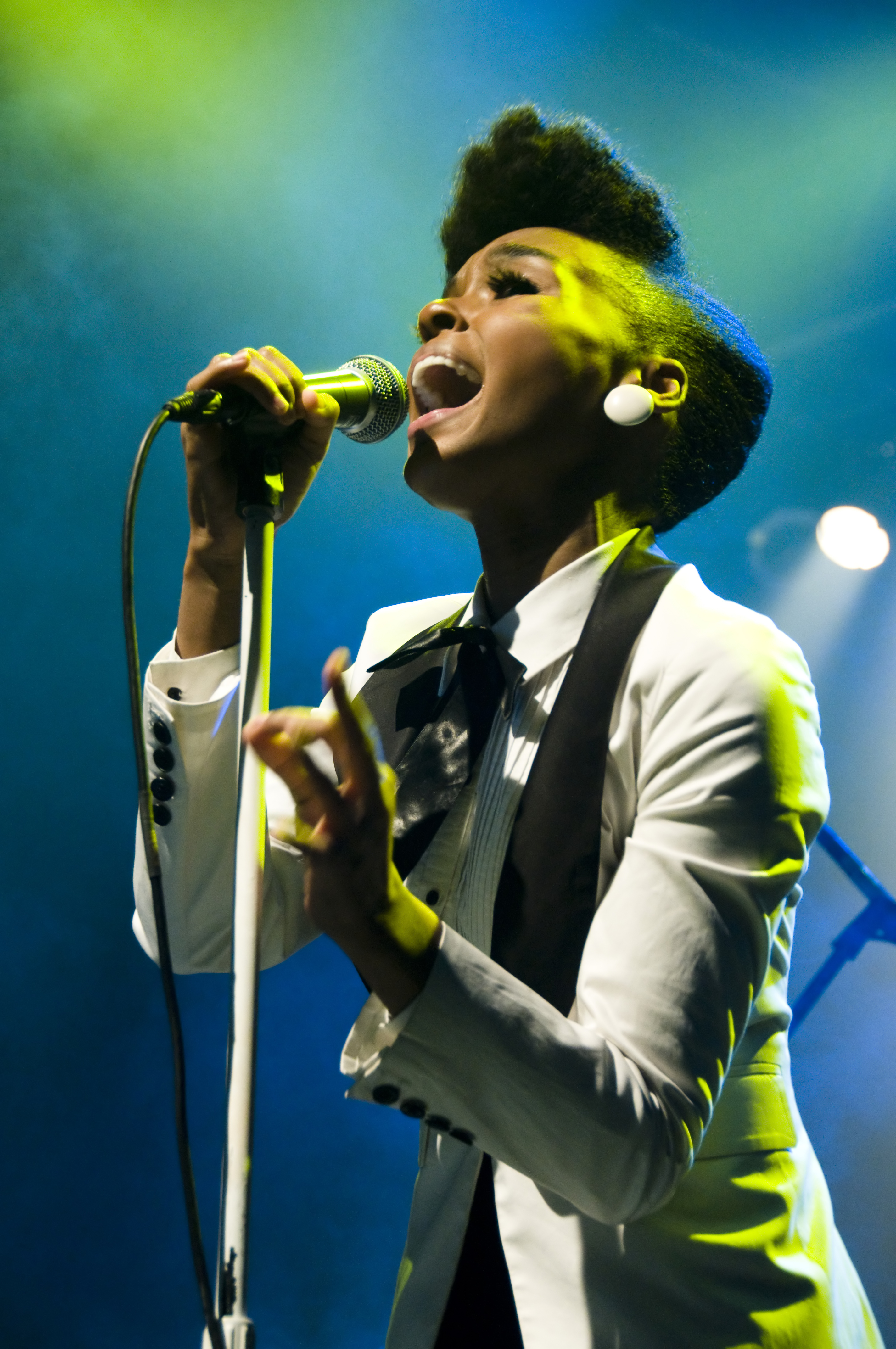
オースティン・ミュージック・ホール 2009年

2007年、モネイは自身にとって最初のソロアルバム『Metropolis』を発表。このアルバムは自身のネットサイトとmp3のダウンロードサイトでの販売という形式であった。2008年には、同作を『Metropolis: The Chase Suite (Special Edition)』と改題するとともに、新たに2曲を追加収録した。このアルバムは高く評価され、収録されシングルカットもされた"Many Moons"が第51回グラミー賞の Best Urban/Alternative Performance 部門にノミネートされた。2009年にはグウェン・ステファニーらによるノー・ダウトのオープニングアクトとして夏のツアーに同行。 
モネイの発表したシングル「Open Happiness」がアメリカン・アイドルの2009年最終シーズンにおいて取り上げられた。
2010年5月18日にアルバム『The ArchAndroid』を発表。この作品では前作から続く4幕構成の内で2幕3幕に至る。
アルバムのヴィジュアルは映画『メトロポリス』を連想させるものである。アルバムは好意的に受け止められ、メタクリティックによると、28の音楽批評媒体から、平均で100点満点中91点という極めて高い評価を受けた。この作品でモネイは、米国作曲家作詞家出版者協会によるヴァンガード・アワードのリズム&ブルース部門を受賞。 続く2011年の第53回グラミー賞において、最優秀コンテンポラリーR&Bアルバム賞に、また、本作収録の楽曲"Tightrope"が最優秀アーバン・オルタナティブパフォーマンス賞にそれぞれノミネートされた。この年のグラミー賞ではブルーノ・マーズ、B.o.Bらと共にパフォーマンスで出演し、モネイは自身のアルバムから"Cold War"をパフォーマンスした。

### 2011–14: 『The Electric Lady』 とその他の活動
2011年9月に発売されたFUN.の楽曲「伝説のヤングマン〜ウィー・アー・ヤング〜」にゲスト・ボーカルとして参加。この曲はヒットしビルボードチャートにおいて全米1位を獲得。
2012年、モネイはいくつかのミュージック・フェスティバルに出演した。ノース・シー・ジャズ・フェスティバル、モントルー・ジャズ・フェスティバル、そしてトロント・ジャズ・フェスティバルでは新曲を2曲披露。この2曲は後に"Electric Lady"と"Dorothy Dandridge Eyes"として後のアルバムに収録、発表された。 2013年9月にアルバム『The Electric Lady』をリリース。ビルボードチャートにおいて、全米最高5位を記録。前作に続いて、批評家筋からは好意的な評価を受け、メタクリティックによると、37の媒体から平均82点を獲得した。本作にはゲストとしてプリンス、ソランジュ、エスペランサ・スポルディングらが参加した。最初のシングルはエリカ・バドゥとの楽曲"Q.U.E.E.N."が選ばれ、サウンドクラウドを皮切りにiTunes Storeなどでも配信が開始された。 
2012年の8月には、人気コスメブランド「Covergirl」の広告塔に選ばれた。

2013年には、iTunesフェスティバルではChicのナイル・ロジャースと、グローバル・シチズン・フェスティバルではスティービー・ワンダーと共演した。また、テレビ番組『サタデー・ナイト・ライブ』にも出演した(2013年10月26日放送分)。

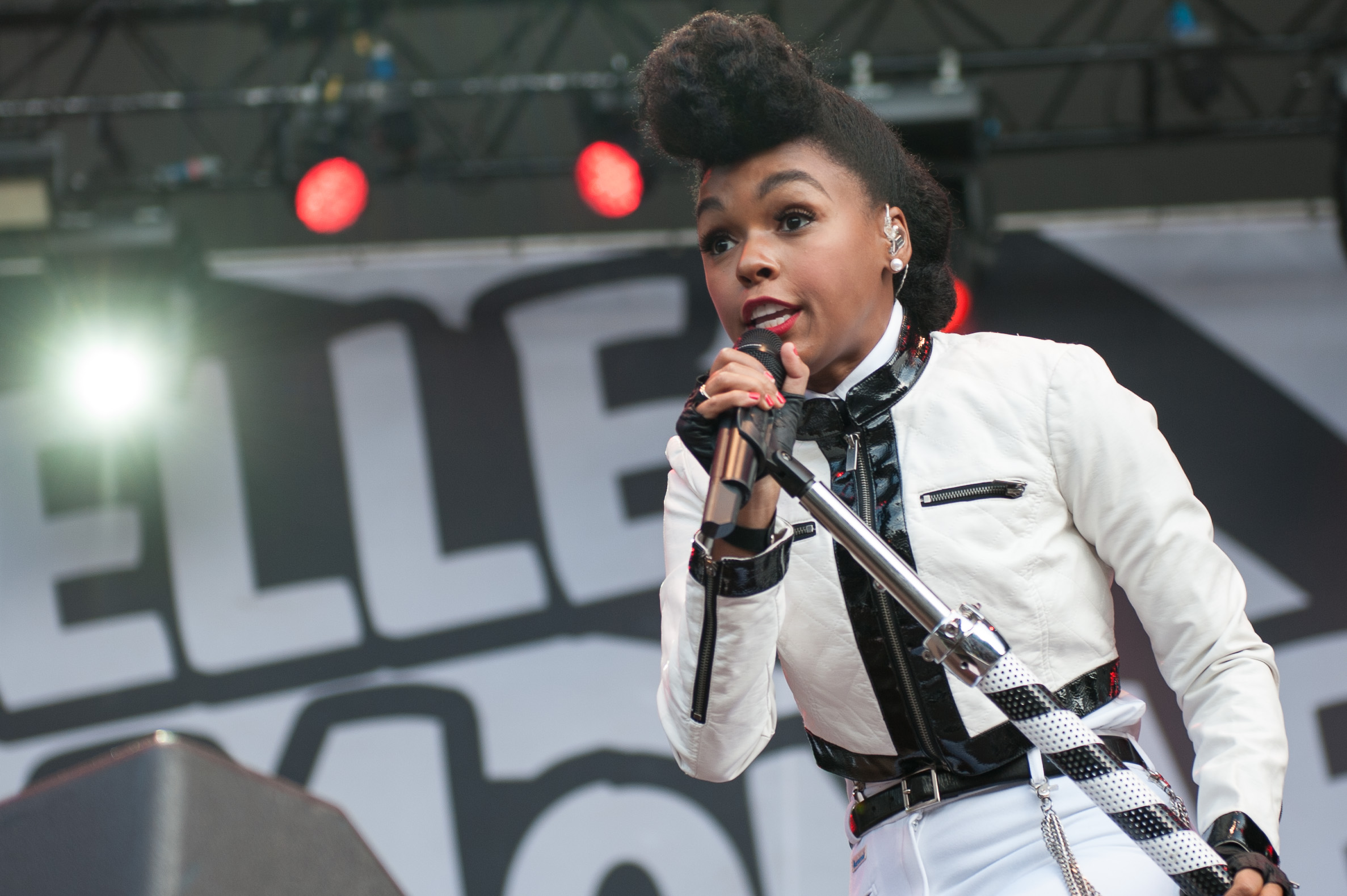
Way Out West festival, Sweden 2014

2014年4月には、パティ・ラベル、アリアナ・グランデ、アレサ・フランクリン、ジル・スコットらと共にPBSによりホワイトハウスで行われたWomen of Soulというイベントに出演した。モネイは"Goldfinger"、"Tightrope"を披露し、フィナーレの"Proud Mary"にも参加した。
2014年末、セルジオ・メンデスのアルバムMagic収録曲"Visions of You"に参加。

### 2015–:ワンダーランド・レコードの設立と女優業
2015年の2月、モネイとエピック・レコード および社長であるL.A.リードの共同宣言で、モネイの独立レーベルであるワンダーランド・アーツ・ソサイエティを共同のベンチャー業態としてワンダーランド・レコードと改め、その下で新たにアーティストをプロモートするとした。 
2015年3月、シングル"Yoga"を発表。
2016年10月、映画『ムーンライト』に役者として参加。これがモネイにとって初めての映画での女優業となった。本作は結果としてゴールデングローブ賞およびアカデミー賞において作品賞等を受賞した。また同じころ、もう一つの映画作品『ドリーム』にも役者として参加する。
2018年4月27日、3作目のアルバム『Dirty Computer』をリリースする。

## スタイル
モネイはキャリア―の初期には常に黒のタキシードを身につけることによってパフォーマーとしての自分自身のイメージ像を世間に構築した。モネイ自身の説明するところでは「私は、入浴するときも、泳ぐ時も、そして出来れば埋葬されるときもタキシードのままでいたい。なぜならこれが私にとってのユニフォームだから。（中略）自分をキャンバスに見立てたときに、あまりに多くの色を使ったら混乱してしまう。」とその理由を説明している（Honey Magazineのインタビューより）。また、モネイはロールモデルとしてグレース・ジョーンズとジョセフィン・ベーカーを挙げ、そこに18世紀の古典的な黒と白のパターンを組み合わせることで自分のスタイルが作られているとも説明している。もうひとつモネイが明らかにしたところでは、キャリアの初期にメイドとして雇われていた時の経験にも影響を受けている可能性があるという("Black Girls Rock!",2012)。

## 私生活
以前は2011年の"London Evening Standard"誌によるモネイへのインタビューでは「私が付き合う相手はアンドロイドだけ」という、自身の作品におけるモネイのアルターエゴに基づく回答を示したこともある。
2013年、モネイは自分が「男性であっても、女性であっても惹きつけられる存在でありたい」と宣言した。また、LGBTQコミュニティーを自分は支持することも表明した。
後に自分はバイセクシュアルとパンセクシュアルであると語った。また、2022年にはノンバイナリーであるとも公表した。

## ディスコグラフィ

### スタジオ・アルバム
| 年                                        | タイトル          | アルバム詳細 | チャート最高位 | チャート最高位 | チャート最高位 | チャート最高位 | チャート最高位 | チャート最高位 | チャート最高位 | チャート最高位 | チャート最高位 | 認定 |
| 年                                        | タイトル          | アルバム詳細 | US             | AUS            | CAN            | DEN            | GER            | IRE            | NLD            | SWI            | UK             | 認定 |
| ----------------------------------------- | ----------------- | --- | -------------- | -------------- | -------------- | -------------- | -------------- | -------------- | -------------- | -------------- | -------------- | ---- |
| 2010                                      | The ArchAndroid   | - 発売日: 2010年5月18日 - レーベル: Bad Boy - フォーマット: CD, LP, digital download - 全米売上: 14.1万枚                   | 17             | —              | —              | 15             | 12             | 24             | 65             | 36             | 51             |      |
| 2013                                      | The Electric Lady | - 発売日: 2013年9月6日 - レーベル: Bad Boy - フォーマット: CD, LP, digital download - 全米売上: 7.1万枚                     | 5              | 22             | 10             | 11             | 68             | 7              | 28             | 30             | 14             |      |
| 2018                                      | Dirty Computer    | - 発売日: 2018年4月27日 - レーベル: Bad Boy, WEA International - フォーマット: CD, LP, digital download - 全米売上: 4.1万枚 | 6              | 12             | 8              | 30             | 29             | 9              | 20             | 11             | 8              |      |
| "—"は未発売またはチャート圏外を意味する。 |                   | |                |                |                |                |                |                |                |                |                |      |

### EP
- Metropolis: Suite I (The Chase) (2007年) - 全米115位[50]

## ツアー
| - Metropolis Tour (2008) - The ArchAndroid Tour (2010) - The Doo-Wops & Hooligans Tour\|Hooligans in Wondaland (with ブルーノ・マーズ) (2011) - Campus Consciousness Tour (with FUN.) (2011) - Summer Soul Festival (with エイミー・ワインハウス and メイヤー・ホウソーン) (2011) - The Electric Lady Tour (2013) - The Golden Electric Tour (with キンブラ) (2014) | - No Doubt 2009 Summer Tour (ノー・ダウト) (2009) - Out My Mind, Just in Time World Tour (エリカ・バドゥ) (2010) - California Dreams Tour (ケイティ・ペリー) (2011) - I'm with You World Tour (レッド・ホット・チリ・ペッパーズ) (2012) |

## 出演作品

### 映画
| 公開年 | タイトル                                                             | 役名                                                | その他                     | 吹替           |
| ------ | -------------------------------------------------------------------- | --------------------------------------------------- | -------------------------- | -------------- |
| 2014   | Rio 2                                                                | Dr. Monae                                           | 声の参加, サウンドトラック | N/A            |
| 2016   | ムーンライト Moonlight                                               | テレサ                                              |                            | 棟方真梨子     |
| 2016   | ドリーム Hidden Figures                                              | メアリー・ジャクソン                                |                            | 武田華         |
| 2018   | マーウェン Welcome to Marwen                                         | ジュリー                                            |                            | おまたかな     |
| 2019   | アグリードール UglyDolls                                             | マンディ                                            | 声の出演                   | 大橋彩香       |
| 2019   | ハリエット Harriet                                                   | マリー・ブキャノン                                  |                            | 金田愛         |
| 2020   | アンテベラム Antebellum                                              | ヴェロニカ・ヘンリー / エデン                       |                            | （吹替版なし） |
| 2020   | グロリアス 世界を動かした女たち The Glorias                          | ドロシー・ピットマン・ヒューズ                      |                            | （吹替版なし） |
| 2022   | ナイブズ・アウト: グラス・オニオン Glass Onion: A Knives Out Mystery | ヘレン・ブランド / カサンドラ・“アンディ”・ブランド |                            | 佐古真弓       |

### テレビ
| 放送年 | タイトル                                                                             | 役名                          | その他                                 | 吹替           |
| ------ | ------------------------------------------------------------------------------------ | ----------------------------- | -------------------------------------- | -------------- |
| 2009   | Stargate Universe                                                                    | 本人役                        | 自身の楽曲"Many Moons"を披露           | N/A            |
| 2010   | Dancing with the Stars                                                               | 本人役                        | 自身の楽曲 "Tightrope"を披露           | N/A            |
| 2013   | アメリカン・ダッド American Dad!                                                     | Stan Smith(in transformation) | 声の出演                               | （吹替版なし） |
| 2013   | サタデー・ナイト・ライブ Saturday Night Live                                         | 本人役                        | エドワード・ノートンと共演             | N/A            |
| 2017   | フィリップ・K・ディックのエレクトリック・ドリームズ Philip K. Dick's Electric Dreams | アリス                        | 第2話『自動工場』                      | 五十嵐麗       |
| 2020   | ホームカミング Homecoming                                                            | アレックス・イースタン        | シーズン2より主演                      | 武田華         |
| 2022   | ヒューマン・リソース・モンスターズ Human Resources                                   | クラウディア                  | 第8話『光』 声の出演                   | 清水理沙       |
| 2023   | ル・ポールのドラァグ・レース RuPaul's Drag Race                                      | 本人役/ゲスト審査員           | Episode: "House of Fashion"            | （吹替版なし） |
| 2023   | ル・ポールのドラァグ・レース: 素顔のクイーンたち RuPaul's Drag Race: Untucked        | 本人役                        | Episode: "Untucked – House of Fashion" | （吹替版なし） |